# Sîcivka, Vîșhorod
Sîcivka (în ucraineană Сичівка) este un sat în comuna Liubîmivka din raionul Vîșhorod, regiunea Kiev, Ucraina.

## Demografie
Componența lingvistică a localității Sîcivka
     Ucraineană (96,03%)
     Rusă (3,97%)
Conform recensământului din 2001, majoritatea populației localității Sîcivka era vorbitoare de ucraineană (96,03%), existând în minoritate și vorbitori de rusă (3,97%).